# Ingela
Ingela är en yngre form av det fornsvenska namnet Ingel (ursprungligen Ingiäld) som är bildat av gudanamnet Ing. Det kan även vara en diminutivform av Inga. Det äldsta belägget i Sverige är från år 1692.
Ingela hade en popularitetstopp på 1960- och 70-talen, då Robert Broberg 1969 gjorde en låt om en person med det namnet, se Ingela (sång).[källa behövs]
Den 31 december 2014 fanns det totalt 19 921 kvinnor folkbokförda i Sverige med namnet Ingela, varav 12 373 bar det som tilltalsnamn. 31 december 2020 bar 19 695 kvinnor namnet Ingela, varav 12 060 som tilltalsnamn. Medelåldern på bäraren var då 59 år.
Namnsdag: 7 november (sedan 1986). I den finlandssvenska namnsdagslängden har Ingela namnsdag 23 januari sedan 1995.

## Personer med namnet Ingela

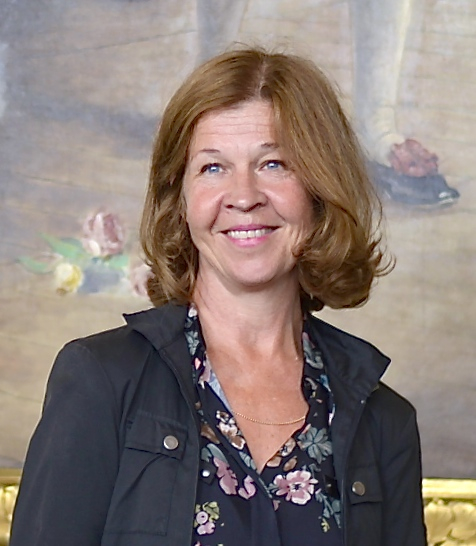
Ingela Olsson

- Ingela Agardh, svensk journalist och programledare
- Ingela Andersson, svensk skidskytt
- Ingela Arvidson, svensk friidrottare
- Ingela Ericson, svensk friidrottare
- Ingela Ericsson, svensk kanotist
- Ingela "Pling" Forsman, svensk låtskrivare
- Ingela Gathenhielm, svensk kapare
- Ingela Håkansson Lamm, svensk formgivare
- Ingela Josefson, svensk skolledare och professor i arbetslivskunskap
- Ingela Lind, svensk kulturjournalist
- Ingela Magner, svensk regissör, manus- och barnboksförfattare
- Ingela Mårtensson, svensk politiker (fp)
- Ingela Nylund Watz, svensk politiker (s)
- Ingela Olsson, svensk skådespelare
- Ingela Sandqvist, svensk friidrottare
- Ingela Strandberg, svensk författare
- Ingela Thalén, svensk politiker (s), fd statsråd